# Calle Lundkvist
Karl (Calle) Hindrik Tyko Lundkvist, född 11 oktober 1957, är en svensk tidigare företagsledare samt museiledare.
Calle Lundkvist var ursprungligen billackerare. Han köpte som 15-åring köpte han sin första bil, en Chevrolet 1959, som han renoverade och lackade hemma i pappas garage i Härnösand. Han grundade företaget Calles Plåt & Lack i Härnösand. Han innehade senare fastighetetsföretaget Calle & Co Fastighets AB i Härnösand. 
År 2015 grundade han det egna fordonsmuseet Härnösands bilmuseum i Härnösand, vilket blev Sveriges största bilmuseum.